# 额尔敦·陶克陶
额尔敦·陶克陶（1916年—？），男，蒙古族，中国文学研究家、编辑出版活动家，内蒙古人民出版社原社长，原中国民间文艺研究会副主席。